# Jure Franko
Pour les articles homonymes, voir Franko.
Jure Franko, né le 28 mars 1962 à Nova Gorica, est un ancien skieur alpin yougoslave, d'origine slovène.

## Palmarès

### Jeux olympiques
| Édition / Épreuve   | Descente | Slalom géant | Slalom  |
| ------------------- | -------- | ------------ | ------- |
| JO 1980 Lake Placid | —        | 12e          | —       |
| JO 1984 Sarajevo    | —        | Argent       | Abandon |

### Championnats du monde
| Épreuve / Édition        | Descente | Slalom géant | Slalom | Combiné     |
| JO 1980 Lake Placid      | —        | 12e          | —      | —           |
| Mondiaux 1982 Schladming | —        | 14e          | —      | Non-partant |
| Mondiaux 1985 Bormio     | —        | 11e          | —      | —           |

### Coupe du monde
- Meilleur résultat au classement général : 19e en 1984
- 3 podiums

#### Différents classements en coupe du monde
| Saison / Épreuve | Saison / Épreuve | Général | Général | Slalom | Slalom | Géant  | Géant  | Combiné | Combiné |
| ---------------- | ---------------- | ------- | ------- | ------ | ------ | ------ | ------ | ------- | ------- |
| Saison / Épreuve | Saison / Épreuve | Class.  | Points  | Class. | Points | Class. | Points | Class.  | Points  |
| 1980             | 1980             | 68e     | 10      | -      | -      | 24e    | 10     | -       | -       |
| 1982             | 1982             | 60e     | 17      | -      | -      | 25e    | 13     | -       | -       |
| 1983             | 1983             | 32e     | 56      | 33e    | 6      | 8e     | 50     | -       | -       |
| 1984             | 1984             | 19e     | 80      | 36e    | 5      | 5e     | 68     | 27e     | 7       |
| 1985             | 1985             | 38e     | 46      | -      | -      | 12e    | 46     | -       | -       |

### Arlberg-Kandahar
- Meilleur résultat : 7e place dans le super-G 1984 à Garmisch